# Florian Avoux
Florian Avoux (Aalst, 10 september 1992) is een Belgische musicalacteur. 

## Biografie
Florian Avoux studeerde in het middelbaar aan de KunstHumaniora Brussel en vervolgde daarna zijn studies bij het Koninklijk Conservatorium Brussel (EHB) in de richting musical. 
Tijdens zijn opleiding kreeg hij onder andere les van Lulu Aertgeerts, Paula Bangels, Judith Vindevogel en vele andere. Op het Koninklijk Conservatorium Brussel stond Avoux in producties als Legally Blonde (Warner), Romeo & Julia (Paris), The Hired Man (Jackson) en Smash him & Bash him waarin bij de hoofdrol Albert vertolkte. 
In de Vlaamse theaters was Avoux ook te zien in het muziektheaterstuk 'Oom Wanja' in 2015 als Telegin. In deze productie van De Spelerij stond hij op het podium met onder andere Maaike Cafmeyer, Mathias Sercu, Tuur De Weert en Peter Thyssen.  

## Musicals
| Titel                                  | Rol                          | Producent           | Jaar        | Extra info |
| -------------------------------------- | ---------------------------- | ------------------- | ----------- | ---------- |
| Assepoester, het tamelijk ware verhaal | Ensemble                     | Music Hall          | 2013        | Stage      |
| Ons kent Ons                           | Ensemble                     | Loge 10             | 2015        | Stage      |
| Chaplin, de musical                    | Ensemble                     | Music Hall          | 2016        |            |
| Soldaat van Oranje                     | Ensemble, cover Chris        | New Productions     | 2017 - 2018 | Nederland  |
| Meiskes en Jongens                     | Bertrand                     | Deep Bridge         | 2018        |            |
| Scrooge, de musical                    | Ensemble, cover Young Marley | Music Hall          | 2018        |            |
| My Fair Lady                           | Ensemble / Jamie             | Festival Bruxellons | 2019        | Franstalig |
| La Cage aux Folles                     | Jacob                        | Deep Bridge         | 2019        |            |
| Madagascar, de musical                 | Melman                       | Music Hall          | 2020        |            |
| Disney's Aladdin                       | Babkak, cover Genie          | Stage Entertainment | 2020 - 2023 | Nederland  |
| Rapunzel, de musical                   | Paard Christiaan             | Deep Bridge         | 2023 - 2024 |            |
| Red Star Line                          | Ensemble                     | Studio 100          | 2023        |            |
| Hairspray                              | Edna Turnblad                | Deep Bridge         | 2024        |            |
| Sister Act de musical                  | Joey                         | Medialane           | 2024 -2025  | Nederland  |
| Rebecca                                | Ensemble                     | Festival Bruxellons | 2025        | Franstalig |

## Film en televisie
| Titel                      | Rol/gastrol | Producent/Regisseur              | Jaar |
| -------------------------- | ----------- | -------------------------------- | ---- |
| ROX                        | Adam        | Studio 100 / Matthias Temmermans | 2014 |
| Lee & Cindy C.             | Benny       | Eyeworks / Stany Crets           | 2014 |
| De Regel van 3s            | Loebas      | Ketnet / Zodiak Belgium          | 2016 |
| Op weg naar Pakjesavond 2! | Jozias      | Nickelodeon Nederland / NLFilm   | 2016 |
| Kosmoo                     | gastrol     | Studio 100                       | 2018 |